# Eva Bergman
Eva Bergman (Helsingborg, 5 de setembro de 1945) é uma atriz e realizadora sueca. Filha de Ingmar Bergman, faz a sua vida como realizadora de filmes de TV.
Em 1998 casou com o romancista Henning Mankell.

## Filmes
- En Midsommarnattsdröm (1990) (TV)
- Trappen (1991) (TV)
- Gisslan (1996) (TV)
- Faust (1996) (TV)
- Sven (1997)